# Desperate Housewives
Desperate Housewives är en amerikansk TV-serie skapad av Marc Cherry och producerad av Touchstone Television. Serien började sändas på det amerikanska tv-nätverket ABC i oktober 2004, och sedan mars 2005 visas serien på svensk tv i Kanal 5.
Serien utspelar sig på den till synes fridfulla villagatan Wisteria Lane i den fiktiva staden Fairview. I centrum står de fyra vännerna Susan, Lynette, Bree och Gabrielle. Handlingen tar sin början med att deras gemensamma väninna Mary Alice plötsligt begår självmord, utan någon uppenbar anledning. De fyra kvarvarande kvinnornas försök att hitta lösningen på detta mysterium är den övergripande röda tråden under säsong 1. Detta sätter i sin tur igång ett antal sidohandlingar som snart involverar de flesta som bor på Wisteria Lane. Det visar sig att nästan alla bär på mörka hemligheter. Genom hela serien är den döda Mary Alice berättarröst och den enda med full insikt i allt som pågår i grannskapet.
Vid USA-premiären i oktober 2004 gick serien direkt upp på förstaplatsen vad gäller antalet tittare, och hade över 30 miljoner tittare varje vecka. Under båda sina två första säsonger var TV-serien USA:s näst mest sedda dramaproduktion, efter C.S.I..
2011 meddelades det att serien skulle avslutas efter den åttonde säsongen. Det sista avsnittet sändes den 13 maj 2012.

## Medverkande
Se även Rollfigurer i Desperate Housewives

### Huvudrollsinnehavare och deras rollfigurer
- Teri Hatcher - Susan Mayer:

Kvarterets kärlekstörstande, frånskilda tonårsmor som uppfostras av sin lillgamla dotter Julie. Hon har ingen vidare tur vad gäller män, men hon har en ändå ett sprudlande kärleksliv. När allt äntligen verkar ha löst sig med godingen Mike, blir han skadad i en bilolycka och hamnar i koma. Hon träffar då engelsmannen Ian. De inleder ett förhållande och bestämmer sig snart för att gifta sig. När Mike vaknar och så småningom inser vad han gick miste om börjar kampen mellan honom och Ian... vem ska få Susan Mayer på fall? Till slut blir det ändå Mike. I slutet av säsong 3 gifter sig paret och i säsong 4 blir Susan gravid med sonen Maynard (kallad MJ). I säsong 5, som utspelar 5 år senare, har Susan och Mike skilt sig och Susan har en ny pojkvän som heter Jackson. Efter ett tag tar förhållandet med Jackson slut och i början av säsong 6 gifter sig Susan med Mike igen.
- Felicity Huffman - Lynette Scavo

Fyrabarnsmamman som gav upp sin karriär för ett liv som slutkörd hemmafru utan någon som helst kontroll över sina telningar. Men på 2000-talet är det jämställt och det dröjer inte länge innan Lynette tröttnar, rusar tillbaks in i arbetslivet, och låter maken Tom ta hand om barnen Porter, Preston, Parker och Penny. Det funkar ganska bra tills Lynette får reda på att Tom har en elva år gammal dotter från ett tidigare one-night-stand. Dottern heter Kayla och i början bor växelvis hos sin mamma och Lynettes familj. I säsong 3 dör Kaylas mamma och Kayla flyttar in hos familjen Scavo. Det visar sig senare att Kayla är mycket trubbel för familjen vilket leder till att hon i säsong 4 får flytta till sin mormor och morfar. I slutet av säsong 5 blir Lynette gravid med tvillingar, men ena tvillingen dör, och i slutet säsong 6 föds dottern Paige.
- Marcia Cross - Bree Van De Kamp-Hodge

Den pedantiska perfektionistiska modern som ansat såväl sina barn som sitt hem och sin trädgård. Hennes motto är att sträcka på sig, släta ut kläderna, le brett och gå vidare. Men efter att ha förlorat sin man, sin psykopat till älskare och sin son blev livet lite för hårt för Bree som la in sig på ett behandlingshem, där hon mötte den charmerande Orson. De blir kära och gifter sig i säsong 3, men fem år senare, i säsong 5, vill Bree skiljas men Orson vägrar. Det leder till att Bree har en otrohetsaffär med Susans första man Karl, som hon även anlitat som skilsmässoadvokat, tillika pappa till Susans dotter Julie. Karl dör i mitten av säsong 6 och i slutet av säsongen skiljs Orson och Bree.
- Eva Longoria Parker - Gabrielle Solis

Den före detta modellen som gift sig för pengarna gav till slut med sig och försökte få barn med sin man Carlos. Men trots försök blir hon inte gravid. Istället övertalar de hushållerskan att bli surrogatmamma. En perfekt lösning, tills Carlos inleder en affär med hushållerskan. Gabrielle gör då slut med Carlos. När barnet sedan föds visar det sig att läkarna gjort ett fel; de har gjort hushållerskan gravid med någon annans barn. I säsong 3 träffar hon den rika Viktor Lang, som kandiderar till borgmästare i Fairview. Gabrielle gifter sig med Viktor i slutet av säsong 3 men får samtidigt reda på att han bara gifter sig med henne för att få fler röster i borgmästarvalet. Hon blir arg och inleder ett otrohetsförhållande med sin ex-man Carlos. I säsong 4 dör Viktor och Gabrielle gifter sig med Carlos igen. Carlos blir blind i säsong 4 och i säsong 5, fem år senare, visar det sig att under 5 år har de fått barnen Juanita och Celia och att de inte längre är rika. Carlos får efter en operation tillbaka synen och kan börja jobba igen. Jobbet han får gör dem åter rika.
- Vanessa Williams - Renee Perry

- Nicollette Sheridan - Edie Britt

Grannskapets utmanande, högspacklade blondin med långa smala ben och perfekta push-uppade bröst. Med sina behag ger hon sig in i kampen om kvarterets alla män. Ständigt steget före, utan hämningar, lockar hon blickarna till sig - både kåta och avundsjuka. I den första säsongen blir hon ihop med Susans första man Karl, men det håller inte länge. I säsong 3, efter Gabrielle och Carlos skilsmässa inleder hon ett förhållande med Carlos. I denna säsong kommer hennes son Travers på besök. När Carlos gör slut med Edie blir hon förkrossad och försöker begå självmord. Självmordet lyckas inte men hon vinner tillbaka Carlos. Förhållandet tar slut på Gabrielles och Viktors bröllop och Edie flyr från Fairview. I säsong 5, 5 år i framtiden, återvänder hon till Wisteria Lane som gift kvinna. Hennes nye make Dave Williams bär på en mörk hemlighet. När hon luskat reda på hemligheten försöker Dave strypa henne men hon lyckas fly ut till bilen. Samtidigt som hon kör därifrån tar hon upp sin mobil men när Orson springer ut i gatan och hon tvingas väja kör hon in i en elstolpe. Edie avlider mitt framför ögonen på alla sina grannar. 
- Dana Delany - Katherine Mayfair

Katherine flyttade till Wisteria Lane säsong 4. Hon kommer med sin man Adam och dotter Dylan. Senare i säsongen skiljer sig hon sig från Adam, och i säsong 5 blir hon tillsammans med Mike som flyttar in hos henne. I säsong 6 träffar Katherine Robin Gallaghers förra detta lesbiska strippa på Karls strippklubb och Katherine kommer då ut som lesbisk efter att Robin bott hos henne ett tag. Katherine vill inte stanna kvar på Wisteria Lane eftersom hon bryr sig för mycket om vad andra tycker och lämnar Wisteria Lane för att åka till Paris tillsammans med Robin.
- Alfre Woodard - Betty Applewhite

- Steven Culp - Rex Van De Kamp

Rex var Brees första man. Han dog av hjärtproblem i säsong 1.
- Ricardo Antonio Chavira - Carlos Solis

Carlos ger sin fru Gabrielle allt hon vill ha. Han ger henne det flotta huset, den sportiga bilen och de dyrbara juvelerna. Men Gabrielle kan inte ge honom det enda han vill ha - ett barn. Han inleder en affär med hushållerskan som är surrogatmamma till deras barn. Barnet visar sig efter födseln inte vara deras och de har nu inget som håller dem samman eftersom de innan födseln genomgått skilsmässa. Carlos och Gabrielle hittar dock snart tillbaka till varandra. Carlos blir blind i säsong fyra.
- Mark Moses - Paul Young

Paul har det inte lätt i livet. Efter att hans fru tagit livet av sig har det nu avslöjats att Zach inte alls är hans son och plötsligt står Paul ensam. 
- Andrea Bowen - Julie Mayer

Susans snusförnuftiga dotter som uppfostrar mamma mer än hennes mamma uppfostrar henne. Med toppbetyg och nästan helt fri från tonårsutbrott verkar hon vara den perfekta dottern. Men ju äldre hon blir desto större blir intresset för killar och äventyr utanför hemmet.
- Doug Savant - Tom Scavo

Tom är lyckligt gift med Lynette men i slutet av säsongen 3 får han reda på att han har en dottern Kayla från ett tidigare one-night-stand med Nora. När Nora och dottern flyttar till Wisteria Lane får Tom inte en lugn stund då Nora och Lynette drabbar samman.
- Kyle MacLachlan - Orson Hodge

Brees nya förälskelse har många strängar på sin lyra. Förutom ett välputsat yttre är han romantisk, en het älskare och gör en perfekt risotto. Men Orson har också ett mörkt förflutet och en exfru som ligger i koma.
- Jesse Metcalfe - John Rowland

Hunkiga John var länge paret Solis trädgårdsmästare. Särskilt Gabrielle uppskattade hans tjänster då den unge mannen kunde mycket mer än att bara rensa ogräs och klippa gräsmattan.
- Cody Kasch - Zach Young

Zach är en knepig ung man som efter mammans död blivit allt mer labil. Varför är det ingen som lyssnar på honom och vad ska man göra för att fånga flickornas intresse? Och hur trygg kan han känna sig i sällskap med Paul ?
- James Denton - Mike Delfino

Killen med ett mörk förflutet som flyttat till Wisteria Lane för att börja om från början. Men det är lättare sagt än gjort. När Mike får reda på att han är Zachs pappa ställs allt på ända. När han ska fria till Susan skadas han i en bilolycka och hamnar i koma.
- Brenda Strong - Mary Alice Young
- Shawn Pyfrom - Andrew Van De Kamp

Sedan Andrew berättade för sin extremt konservativa mamma Bree att han är homosexuell har inget varit sig likt. Ett bittert krig mellan mor och son nådde sin kulmen när Andrew förförde Brees pojkvän. Bree tvingade sin son att lämna Wisteria Lane och sedan dess har inget sett honom. Han återkommer dock senare och jobbar även för sin mamma när hon startar sitt företag.
- Joy Lauren - Danielle Van De Kamp

Förskräckt dotter till Bree som försökt hålla sig utanför familjens alla bråk. Likson sin mor drar hon dock till sig män med skumma baktankar. Hon blir i säsong tre gravid och Bree sätter henne på ett kloster i Schweiz tills sonen Benjamin föds. De låtsas då att barnet är Brees och Orsons så att Bree ska slippa skammen. Danielle kommer dock och hämtar Benjamin för att själv tillsammans med sin nye man uppfostra pojken. Bree tycker dock inte om sin dotters nya sätt att leva.
- Brent Kinsman - Preston Scavo

Son till Lynette och Tom Scavo. Tvilling med Porter.
- Shane Kinsman - Porter Scavo

Son till Lynette och Tom Scavo. Tvilling med Preston. Storebror till Parker och Penny.
- Zane Huett - Parker Scavo

Son till Lynette och Tom Scavo. Lillebror till Porter och Preston. Storebror till Penny.
- Kirstin Pinkerton (säsong 1-4) och Kendall Applegate (säsong 5-6) - Penny Scavo

Dotter till Lynette och Tom Scavo. Lillasyster till Porter, Preston och Parker.
- Josh Henderson - Austin McCann

Austin är Edies systerson som flyttar in hos Edie ett tag i säsong 3.
Han blir snart ihop med Susans dotter Julie men det tar slut när han är otrogen med Brees dotter Danielle.
- Mehcad Brooks - Matthew Applewhite

Son till Betty Applewhite. Bror till Caleb Applewhite.
- Page Kennedy - Caleb Applewhite

Son till Betty Applewhite. Bror till Matthew Applewhite.
- NaShawn Kearse - Caleb Applewhite
- Roger Bart - George Williams
- Mason Vale Cotton - Maynard James (M.J.) Delfino

MJ är Susan och Mikes son.
- Madison De La Garza - Juanita Solis
- Daniella Baltodano - Celia Solis

Juanita och Celia är Carlos och Gabrielles döttrar.
- Kevin Rahm – Lee McDermott

### Återkommande gästskådespelare
Inkluderar skådespelare som medverkat i fem avsnitt eller fler och omfattar serien till och med avsnitt 60.
- Charlie Babcock - Stu
- Terry Bozeman - Dr. Lee Craig
- Ryan Carnes - Justin
- Dixie Carter - Gloria Hodge
- Nick Chinlund - Kommissarie Sullivan
- Pat Crawford Brown - Ida Greenberg
- Jeff Doucette - Fader Crowley
- Christine Estabrook - Martha Huber
- Joely Fisher - Nina Fletcher
- Rachel Fox - Kayla Huntington
- Kurt Fuller - Kommissarie Barton
- Currie Graham - Ed Ferrara
- Bob Gunton - Noah Taylor
- Jay Harrington - Dr. Ron McCready
- Ernie Hudson - Kommissarie Ridley
- Kathryn Joosten - Karen McCluskey
- Sam Lloyd - Dr. Albert Goldfine
- Valerie Mahaffey - Alma Hodge
- Betty Murphy - Alberta Fromme
- Lupe Ontiveros - Juanita Solis
- Alejandro Patino - Ralph
- Richard Roundtree - Jerry Shaw
- Harriet Sansom Harris - Felicia Tilman
- Dougray Scott - Ian Haynesworth
- Lucille Soong - Yao Lin
- Lee Tergesen - Peter McMillan
- Kiersten Warren - Nora Huntington
- Lesley Ann Warren - Sophie Bremmer
- Gwendoline Yeo - Xiao-Mei

### Gästskådespelare
- 2005 Ryan O'Neal som Toms pappa.
- 2005 Joely Fisher som Lynettes chef.
- 2005 Wallace Shawn som Susans barnboksagent.
- 2005 Jane Lynch som den kriminella Maxine Benett.
- 2006 Mae Whitman som Julies kompis Sarah.
- 2006 Marco Sanchez som Phil Lopez.
- 2008–2009 Lily Tomlin som Roberta Simmons, syster till Karen McCluskey
- 2010 Julie Benz som ex-strippan Robin Gallagher.
- 2010 Jane Leeves som Tom och Lynettes psykolog.
- 2011 Gregory Itzin som Susans vän Dick Barrows.

## Avsnitt

### Säsong 1
Visad i amerikansk TV under perioden 3 oktober 2004 till 22 maj 2005.
Första säsongen fokuserar på Mary Alice Youngs självmord och mysterierna däromkring. Under tiden som dessa händelser sakta börjar avslöjas, får Mary Alice bästa vänner egna problem att tampas med. Den på ytan perfekta hemmafrun Bree Van De Kamp slåss för att rädda sitt äktenskap med den frustrerade maken Rex Van De Kamp. Susan Mayer har precis, tack vare sin brådmogna 14-åriga dotter Julie Mayer, börjat hämta sig efter att ha blivit lämnad av sin make och inleder ett förhållande med den nya grannen Mike Delfino, vars förflutna bär på mörka hemligheter. Lynette Scavo kämpar för att inte knäckas av arbetet som hemmamamma åt sina fyra barn och makens ständiga övertidsarbete, samtidigt som hon drömmer om att återgå till sin karriär som reklammakare. Den uttråkade före detta modellen Gabrielle Solis sätter färg på sitt liv genom att ha en kärleksaffär med sin 17-årige trädgårdsmästare John Rowland.
Övriga huvudfigurer under den första säsongen inkluderar Mary Alice änkling Paul Young, vars åtgärder för att dölja sitt och Mary Alice mystiska förflutna blir allt mer drastiska, deras son Zach Young som tar sin mors död hårdare än någon annan i grannskapet, samt Edie Britt, känd som gatans mansslukerska och fast besluten att ge Susan en match om Mike.
- 1. Pilot
- 2. Ah, But Underneath
- 3. Pretty Little Picture
- 4. Who's That Woman
- 5. Come In, Stranger
- 6. Running to Stand Still
- 7. Anything You Can Do
- 8. Guilty
- 9. Suspicious Minds
- 10.Come Back to Me
- 11. Move On
- 12. Every Day A Little Death
- 13. Your Fault
- 14. Love Is In the Air
- 15. Impossible
- 16. The Ladies Who Lunch
- 17. There Won't Be Trumpets
- 18. Children Will Listen
- 19. Live Alone and Like It
- 20. Fear No More
- 21. Sunday In the Park With George
- 22. Goodbye For Now
- 23. One Wonderful Day

### Säsong 2
Visad i amerikansk TV under perioden 25 september 2005 till 21 maj 2006.
Säsong två tar vid där första säsongen slutade. Från den föregående säsongen huvudfigurer försvinner Rex och John ut ur handlingen, men båda gör dock ett par gästframträdanden under säsongen.
Mikes och Susans förhållande möter den största utmaningen hittills när det visar sig att Zach, som i första säsongens avslutning hotade att skjuta Susan, är Mikes biologiska son. Ytterligare komplikationer uppträder då Susans exmake Karl Mayer flyttar ihop med Edie, vilket bidrar till att även Julie blir indragen i spelet mellan Susan och Edie. Även Pauls problem, såväl med polis som grannar, fortsätter, då mordryktena kring honom vägrar att ge med sig.
Efter sin makes död söker Bree tröst i ett kärleksförhållande med sin apotekare George Williams, utan att veta att det var han som låg bakom mordet på Rex. Hennes konflikter med sonen 'Andrew Van Der Kamp blir allt mer svårhanterliga. Efter att Lynette har börjat jobba igen, blir hennes make Tom Scavo hemmaman, med ansvar för de överaktiva sönerna Parker, Porter och Preston Scavo, något som sätter äktenskapet på hårda prov. Under tiden gör Gabrielle och Carlos sitt bästa för att reparera sitt havererade äktenskap efter att Gabrielles otrohetsaffär uppdagats, samtidigt som Carlos kämpar för att inte bli dömd till fängelse för sina svarta affärer.
Brees dotter Danielle Van De Kamp inleder ett förhållande med Matthew Applewhite, sonen i en på Wisteria Lane nyinflyttad familj. Familjen Applewhites ankomst innebär nya faror för grannskapet, då även de bär på ett mörkt förflutet; ett förflutet som får modern 'Betty Applewhite', familjens överhuvud, att hålla sin andre son, Caleb Applewhite, inlåst i källaren.
- 24. (1) Next
- 25. (2) You Could Drive a Person Crazy
- 26. (3) You'll Never Get Away from Me
- 27. (4) My Heart Belongs to Daddy
- 28. (5) They Asked Me Why I Believe In You
- 29. (6) I Wish I Could Forget You
- 30. (7) Color and Light
- 31. (8) The Sun Won't Set
- 32. (9) That's Good, That's Bad
- 33. (10) Coming Home
- 34. (11) One More Kiss
- 35. (12) We're Gonna Be All Right
- 36. (13) There's Something About a War
- 37. (14) Silly People
- 38. (15) Thank You So Much
- 39. (16) There Is No Other Way
- 40. (17) Could I Leave You?
- 41. (18) Everybody Says Don't
- 42. (19) Don't Look at Me
- 43. (20) It Wasn't Meant to Happen
- 44. (21) I Know Things Now
- 45. (22) No One Is Alone
- 46. (23) Remember?, Part 1
- 47. (24) Remember?, Part 2

### Säsong 3
Visad i amerikansk TV under perioden 24 september 2006 till 20 maj 2007.
Av föregående säsongs huvudfigurer är Paul, Zack, Betty, Matthew, Caleb, Karl och George inte längre med i handlingen. Såväl Paul som Zack och Karl gör dock enstaka framträdanden, liksom John Rowland.
Vid den tredje säsongens början har det gått ett halvår sedan sist. Mike lider av minnesförlust efter att ha blivit påkörd av en okänd bilist, vilket bäddar för en ny rond i kriget mellan Susan, som förberedde sig att fria till Mike i slutet av förra säsongen, och Edie, som inte är sen att utnyttja Mikes sinnestillstånd. Edies hem får dessutom tillökning då hennes 18-årige systerson Austin McCann flyttar in, och dennes närvaro komplicerar livet för områdets tonårsflickor.
Bree är redo att börja om på nytt, relationen med Andrew är utredd och hon gifter sig med sin nya kärlek Orson Hodge - utan att ana att det var han som medvetet försökte ta livet av Mike. Orson har dessutom fler hemligheter med sig - däribland en försvunnen ex-hustru och död älskarinna.
Carlos och Gabrielles äktenskap förefaller vara bortom all räddning efter såväl flera misslyckade försök att skaffa barn som Carlos otrohetsaffär med parets hushållerska och tillika tilltänkta surrogatmamma. Även Lynettes och Toms äktenskap fortsätter att påfrestas, både efter avslöjandet att Tom har en 11-årig dotter, och hans beslut att säga upp sig och förverkliga sina drömmar.
- 48. (1) Listen to the Rain on the Roof
- 49. (2) It Takes Two
- 50. (3) A Weekend In the Country
- 51. (4) Like It Was
- 52. (5) Nice She Ain't
- 53. (6) Sweetheart, I Have To Confess
- 54. (7) Bang!
- 55. (8) Children and Art
- 56. (9) Beautiful Girls
- 57. (10) The Miracle Song
- 58. (11) No Fits, No Fights, No Feuds
- 59. (12) Not While I'm Around
- 60. (13) Come Play Wiz Me
- 61. (14) I Remember That
- 62. (15) The Little Things You Do Together
- 63. (16) My Husband, the Pig
- 64. (17) Dress Big
- 65. (18) Liaisons
- 66. (19) God, That's Good
- 67. (20) Gossip
- 68. (21) Into The Woods
- 69. (22) What Would We Do Without You?, Part 1
- 70. (23) What Would We Do Without You?, Part 2

### Säsong 4
Säsong 4 börjar när det gått en månad efter Edies olycka. Lynette, som har tappat allt hår, har nu peruk. Förutom hennes man och mor vet ingen om att hon har cancer. Susan, som är gift med Mike, känner att någonting saknas. Gabrielle är olyckligt gift med Victor, samtidigt som hon har en affär med Carlos. Bree, som låtsas vara gravid, blir arg när alla gamla damer vill känna på hennes mage. Och en ny granne, med en mörk hemlighet, flyttar in.
- 71. (1) Now You Know
- 72. (2) Smiles Of A Summer Night
- 73. (3) The Game
- 74. (4) If There's Anything I Can't Stand
- 75. (5) Art Isn't Easy
- 76. (6) Now I Know, Don't Be Scared
- 77. (7) You Can't Judge A Book By Its Cover
- 78. (8) A Distant Past
- 79. (9) Something's Coming
- 80. (10) Welcome To Kanagawa
- 81. (11) Sunday
- 82. (12) In Buddy's Eyes
- 83. (13) Hello, Little Girl
- 84. (14) Opening Doors
- 85. (15) Mother Said
- 86. (16) The Gun Song
- 87. (17) Free

### Säsong 5
Säsong 5 utspelar sig fem år efter säsong 4. Den spelades in 2008–2009. Bree är en framgångsrik kokboksförfattare och driver en catering tillsammans med Katherine och Orson. Lynette och Tom är tonårsföräldrar till fyra barn och märker snabbt att det blir mycket svårare när barnen växer upp. Gabrielle och Carlos försöker få sina överviktiga döttrar Juanita och Celia att motionera och Gabby tvingas offra sin skönhet och kläder för att inte bli panka nu när Carlos är blind. Susan och Mike är skilda och deras son Maynard (MJ) bor hos dem varannan vecka och båda har svårt att vänja sig vid att missa en massa av MJ:s uppväxt. Edie är tillbaka på Wisteria Lane som en gift kvinna. Mrs McCluskey gillar inte hennes nya make och försöker luska fram otrevliga sanningar om honom.
- 88.(1) You're Gonna Love Tomorrow
- 89.(2) We're So Happy You're So Happy
- 90.(3) Kids Ain't Like Everybody Else
- 91.(4) Back In Business
- 92.(5) Mirror, Mirror
- 93.(6) There's Always A Woman
- 94.(7) What More Do I Need?
- 95.(8) City On Fire
- 96.(9) Me And My Town
- 97.(10) A Vision's Just A Vision
- 98.(11) Home is the place
- 99.(12) Connect! Connect!
- 100.(13) The Best Thing That could Have Happend
- 101.(14) Mama Spent Money When She Had None
- 102.(15) In a World Where the Kings Are Employers
- 103.(16) Crime Doesn’t Pay
- 104.(17) The Story of Lucy and Jessie
- 105.(18) A Spark. To Pierce the Dark.
- 106.(19) Look Into Their Eyes and You See What They Know
- 107. (20) Rose's Turn
- 108. (21) Bargaining
- 109. (22) Marry Me A Little
- 110. (23) Everybody Says Don't
- 111. (24) It's Only In Your Head

### Säsong 6
Susan och Mike har gift om sig, vilket upprör Katherine som fortfarande är kär i honom. Bree är gift med Orson, som inte går med på skilsmässa, vilket gör att Bree påbörjar ett hemligt förhållande med Karl Mayer. Lynette misstänker att cancern är tillbaka men det visar sig att hon är gravid med inte bara ett barn, utan två. Carlos systerdotter Ana flyttar in med familjen Solis vilket Gabrielle inte är glad över, då Ana börjar dejta hennes före detta älskare John Rowland. Katharine knivhugger sig själv och försöker få Mike att framstå som den skyldiga. Den nya hemmafrun Angie Bolen och hennes familj har en mörk hemlighet.
En flygplan kraschar mitt på Wisteria Lane och ställer till det för många av grannarna. Karl dör och lämnar efter ett testamente där det står att han överlämnar sin strippklubb till Susan, som får reda på att Mike är en stamkund där. Lynettes ena bebis dör i magen och medan hon är ledig, så har Tom tagit över hennes jobb hos Carlos. Orson är förlamad och funderar på att begå självmord då han inser att Bree inte längre vill ha honom. Gabrielles dotter Celia blev räddad undan planet av Lynette och paren Solis och Scavo blir vänner igen efter sitt tidigare bråk. Katherine kommer ut som lesbisk och inleder ett förhållande med Robin Gallagher, en av stripporna på Karls klubb. Samtidigt härjar den person som ströp Julie Mayer fortfarande ute på gatorna.
- 112. (1) Nice Is Different Than Good
- 113. (2) Being Alive
- 114. (3) Never Judge A Lady By Her Lover
- 115. (4) The-God-Why-Don't-You-Love-Me Blues
- 116. (5) Everybody Ought To Have A Maid
- 117. (6) Don't Walk On The Grass
- 118. (7) Careful The Things You Say
- 119. (8) The Coffee Cup
- 120. (9) Would I Think of Suicide?
- 121. (10) Boom Crunch
- 122. (11) If...
- 123. (12) You Gotta Get A Gimmick
- 124. (13) How About A Friendly Shrink?
- 125. (14) The Glamorous Life
- 126. (15) Lovely
- 127. (16) The Chase
- 128. (17) Chromolume No. 7
- 129. (18) My Two Young Men
- 130. (19) We All Deserve To Die
- 131. (20) Epiphany
- 132. (21) A Little Night Music
- 133. (22) The Ballad Of Booth
- 134. (23) I Guess This Is Goodbye

### Säsong 7
Susan och Mike har pengaproblem. Susan åtar sig ett ovanligt jobb för att dra in mer pengar. Legenden Paul Young flyttar, till allas förvåning, tillbaka till Wisteria Lane efter att han kommit ut ur fängelset.
- 135. (1) Remember Paul?
- 136. (2) You Must Meet My Wife
- 137. (3) Truly Content
- 138. (4) The Thing That Counts Is What's Inside
- 139. (5) Let Me Entertain You
- 140. (6) Excited and Scared
- 141. (7) A Humiliating Business
- 142. (8) Sorry Grateful
- 143. (9) Pleasant Little Kingdom
- 144. (10) Down The Block There's A Riot
- 145. (11) Assassins
- 146. (12) Where Do I Belong?
- 147. (13) I'm Still Here
- 148. (14) Flashback
- 149. (15) Farewell Letter
- 150. (16) Searching
- 151. (17) Everything's Different, Nothing's Change
- 152. (18) Moments In The Woods
- 153. (19) The Lies I'll Concealed
- 154. (20) I'll Swallow Poison On Sunday
- 155. (21) Then I Really Got Scared
- 156. (22) And Lots Of Security...
- 157. (23) Come On Over For Dinner

### Säsong 8
Detta är den sista säsongen och det händer mycket i hemmafruarnas liv.
- 158. (1) Secrets That I Never Want To Know
- 159. (2) Making The Connetion
- 160. (3) Watch While I Revise The World
- 161. (4) School Of Hard Knocks
- 162. (5) The Art Of Making Art
- 163. (6) Witch's Lement
- 164. (7) Always In Control
- 165. (8) Suspicion Song
- 166  (9) Putting It Together
- 167. (10) What's To Discuss, Old Friend
- 168. (11) Who Can Say What's True?
- 169. (12) What's The Good Of Being Good
- 170. (13) Is This What You Call Love?
- 171. (14) Get Out Of My Life
- 172. (15) She Needs Me
- 173. (16) You Take For Granted
- 174. (17) Woman And Death
- 175. (18) Any Moment
- 176. (19) With So Little To Be Sure Of
- 177. (20) Lost My Power
- 178. (21) The People Will Hear
- 179. (22) Give Me The Blame
- 180. (23) Finishing The Hat

## Priser
Serien har fått ett flertal priser och utmärkelser. Bland de mest prestigefyllda återfinns de Emmy Award- och Golden Globe-vinster de tagit hem:
- Emmy Awards 2005: Outstanding Lead Actress in a Comedy Series - Felicity Huffman för avsnittet "Pilot".
- Emmy Awards 2005: Outstanding Directing for a Comedy Series - Charles McDougall för avsnittet "Pilot"
- Emmy Awards 2005: Outstanding Guest Actress in a Comedy Series - Kathryn Joosten för rollen som Mrs. McClusky
- Emmy Awards 2005: Outstanding Casting for a Comedy Series
- Emmy Awards 2005: Outstanding Main Title Theme Music
- Emmy Awards 2005: Outstanding Single-Camera Picture Editing for a Comedy Series - För avsnittet "Pilot".
- Golden Globe Awards 2005: Best Television Series, Musical/Comedy
- Golden Globe Awards 2005: Best Performance by an Actress in a Television Series, Musical/Comedy - Teri Hatcher
- Golden Globe Awards 2006: Best Television Series, Musical/Comedy